# سوغانچی‌کوه
سوغانچی‌کوه یکی از روستاهای استان آذربایجان شرقی است که در دهستان ورقه بخش مرکزی شهرستان چاراویماق واقع شده‌است.